# 黑背鰭凹腹鱈
黑背鰭凹腹鱈（学名：Ventrifossa nigrodorsalis），又名鱈魚，为輻鰭魚綱鱈形目鼠尾鱈科凹腹鱈屬下的一个种。分布于菲律宾民都洛岛东岸、保和岛西、班乃岛、吕宋南部巴拉彦湾、莱特岛、吕宋岛东岸、棉老兰岛北及婆罗洲东等海域以及台湾附近和南中国海东部等，属于西太平洋热带深海底层鱼类。其主要栖息于水深290.8-700.5米。该物种的模式产地在棉老兰岛。